# Öldzít járás (Bajanhongor)
Öldzít járás (mongol nyelven: Өлзийт сум) Mongólia Bajanhongor tartományának egyik járása. Területe 3900 km². Népessége kb. 3700 fő.
Székhelye Ulán-úl (Улаан-уул), mely 18 km-re délkeletre fekszik Bajanhongor tartományi székhelytől.